# 11860 Uedasatoshi
11860 Uedasatoshi (1988 UP) là một tiểu hành tinh vành đai chính được phát hiện ngày 16 tháng 10 năm 1988 bởi K. Endate và K. Watanabe ở Kitami.